# 杨振超
杨振超（1960年8月—），男，汉族，安徽金寨人，中华人民共和国政治人物。沈阳黄金学院（现并入东北大学）采矿专业毕业，中国人民大学工商管理学院在职研究生学历，工商管理硕士，高级工程师，高级经济师。

## 生平
1977年1月参加工作，1983年12月加入中国共产党。历任安徽省铜陵有色金属（集团）公司副经理、经理；中共铜陵市委常委、市委副书记；安徽省经济委员会主任、省政府国有资产监督管理委员会主任；中共淮南市委书记、市人大常委会主任等职。2013年1月，当选安徽省人民政府副省长。
2016年5月24日，因涉嫌严重违纪接受组织调查，至此淮南连续4任市委书记（陈维席、陈世礼、杨振超、方西屏）全部落马。2016年7月26日，被开除党籍、开除公职。
2017年5月3日，上海第一中院认定杨振超受贿8084万，非法占有价值115万，滥用职权造成损失9.1508亿人民币，判处其无期徒刑。